# Spergularia macrotheca
Spergularia macrotheca är en nejlikväxtart som först beskrevs av Jens Wilken Hornemann, och fick sitt nu gällande namn av Gustav Heynhold. Spergularia macrotheca ingår i släktet rödnarvar, och familjen nejlikväxter.

## Underarter
Arten delas in i följande underarter:
- S. m. leucantha
- S. m. longistyla

## Bildgalleri

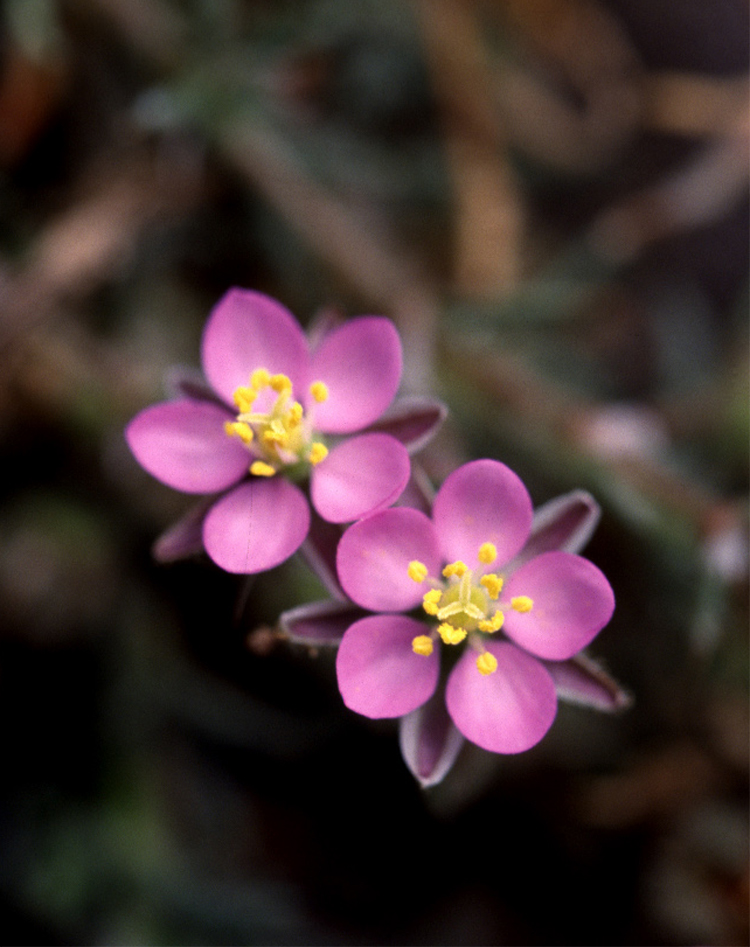